# 胖玉螺
胖玉螺（学名：Polinices reiniana），是异足目玉螺科无脐玉螺属的一种。主要分布于台湾，常栖息在浅海沙底。